# Великий Яр
Вели́кий Яр —  село в Україні, у Садівській сільській громаді Сумського району Сумської області. Населення становить 7 осіб. До 2020 орган місцевого самоврядування — Великовільмівська сільська рада.

## Населення

### Мова
Розподіл населення за рідною мовою за даними перепису 2001 року:
| Мова            | Кількість | Відсоток |
| --------------- | --------- | -------- |
| українська      | 6         | 85.71%   |
| інші/не вказали | 1         | 14.29%   |
| Усього          | 7         | 100%     |

## Географія
Село Великий Яр знаходиться на березі річки Стрілка, вище за течією на відстані 0,5 км розташоване село Визирівка, нижче за течією примикає село Шапошникове. Поруч проходить автомобільна дорога Н07.

## Історія
12 червня 2020 року, відповідно до Розпорядження Кабінету Міністрів України № 723-р «Про визначення адміністративних центрів та затвердження територій територіальних громад Сумської області» увійшло до складу Садівської сільської громади.
19 липня 2020 року, в результаті адміністративно-територіальної реформи та ліквідації Сумського району(1923—2020), увійшло до складу новоутвореного Сумського району.